# Kamchatka (Band)

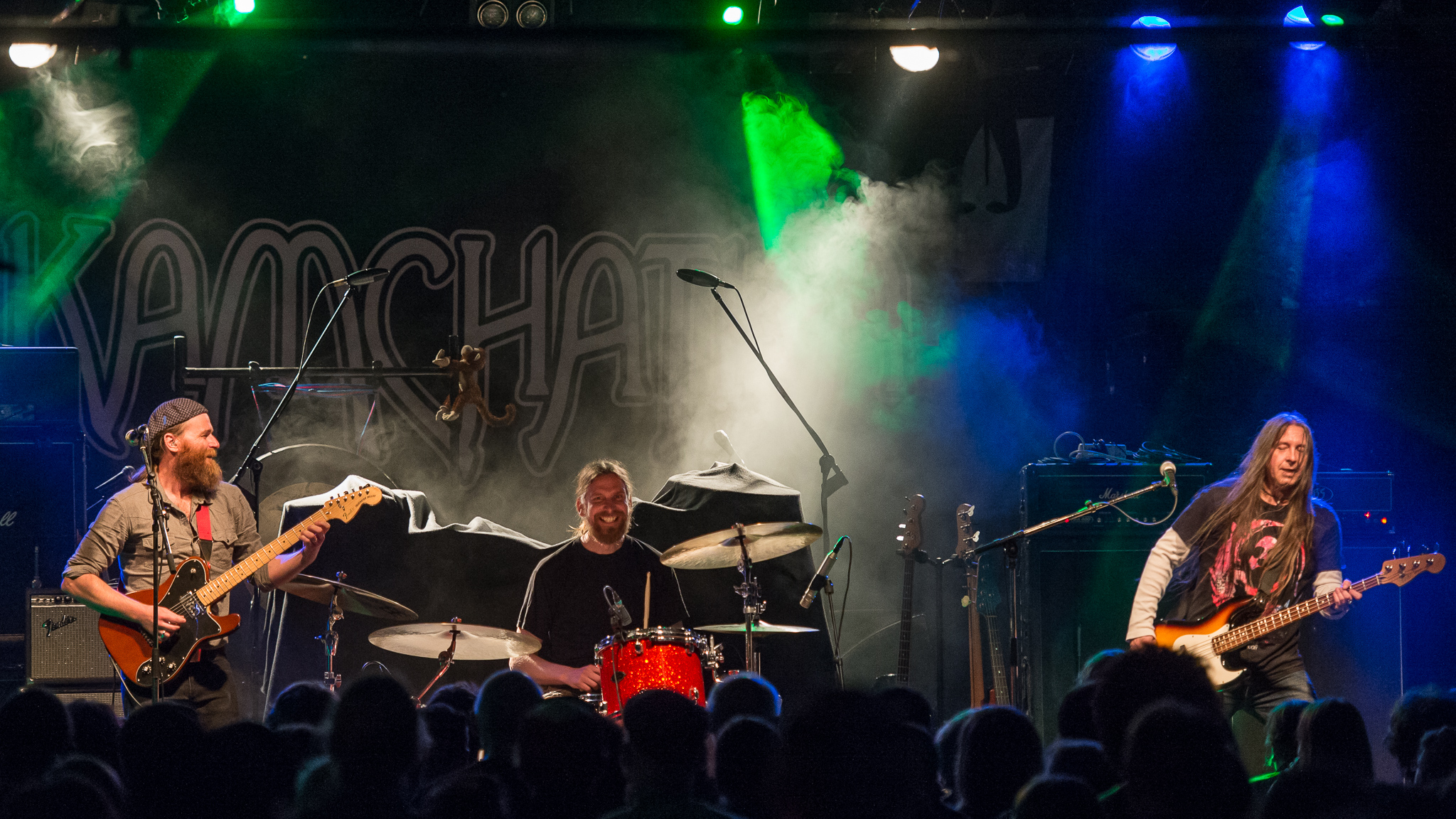
Kamchatka (2016)

Kamchatka ist eine schwedische Power-Blues-Band in Triobesetzung. Ihr Sound beinhaltet Einflüsse des Bluesrock, des Stoner Rock und des Psychedelic Rock.
2005 veröffentlichten Gitarrist Thomas „Juneor“ Andersson, Bassist Roger Öjersson und Schlagzeuger Tobias Strandvik ihr gleichnamiges Debütalbum. Drei weitere Alben folgten im Zweijahresrhythmus; als Songschreiber wechselten sich Andersson und Öjersson ebenso ab wie als Sänger der jeweiligen Stücke. 2013 ersetzte der ehemalige Keyboarder der Gruppen Opeth und Spiritual Beggars, Per Wiberg, Öjersson an Bass und als zweiter Leadvokalist. 2014 wurde The Search Goes on, im Jahr darauf Long Road Made of Gold veröffentlicht.
Kamtchatka touren seit ihrer Gründung ausgiebig durch Europa, v. a. Skandinavien und Deutschland und treten dabei oftmals zusammen mit anderen Bands auf, so mit Clutch oder 2016 bei vier Konzerten mit der Marius Tilly Band und The Brew.

## Diskografie
- 2005: Kamchatka
- 2007: Volume II
- 2009: Volume III
- 2011: Bury Your Roots
- 2014: The Search Goes On
- 2015: Long Road Made of Gold
- 2019: Hoodoo Lightning